# Деніел Шейс
Шейс Деніел (1747, Гопкінтон — 1825, Спарта) — вояк часів американської війни за незалежність і заколотник після неї.
Один із керманичів заколоту проти уряду штату у західному Массачусетсі. У 1786 році очолив наліт озброєних фермерів на арсенал у Спрингфілді. Втік до Вермонту, коли його ватага зазнала поразки, а потім осів у Нью-Йорку.
Його вважають національним героєм країни.